# 竹村コーポレーション
株式会社竹村コーポレーション（たけむらコーポレーション）は、日本の総合設備会社。

## 概要
創業100年以上の総合設備会社である。サブコンとしての役割に加え、近年は建物の設計施工、保守管理、内装工事、ビル等の大規模なリノベーションや省エネ、エコ関連などの事業にも取り組んでいる。

## 沿革
- 1906年 - 竹村喜一が土木工事業の「竹村組」を構え、東京四谷区若葉（現新宿区若葉）において創業[3]。
- 1921年 - 「竹村工務店」と改称[3]。
- 1944年 - 「株式会社竹村工務店」と改称[3]。竹村喜一が社長に就任[3]。
- 1945年 - 竹村喜一の甥にあたる今福治俊が社長に就任[3]。
- 1952年 - 横浜営業所開設[3]。
- 1976年 - 「竹村総合設備株式会社」と改称[3]。
- 1982年 - 今福治俊が退任し竹村富士夫が社長に就任[3]。
- 1985年 - 竹村富士夫が退任し今福克昌が社長に就任[3]。埼玉営業所開設[3]。
- 1995年 - 多摩営業所開設[3]。
- 1997年 - 茨城営業所開設[3]。
- 1999年 - 長野支店開設[3]。
- 2004年 - 京都営業所[3]。
- 2006年 - 創業100周年を迎えた[3]。
- 2010年 - 今福克昌が退任し会長に就任、今福浩之が社長に就任[3]。
- 2013年 - 「株式会社竹村コーポレーション」に社名変更[3]。

## 事業所
- 本社 - 東京都新宿区若葉[1]
- 大阪支店 - 大阪市中央区高麗橋[1]
- 長野支店 - 茅野市北山[1]
- 千葉営業所 - 千葉県富里市日吉台[1]
- 多摩営業所 - 東京都立川市錦町[1]
- 世田谷営業所 - 東京都世田谷区赤堤[1]
- 羽田空港営業所 - 東京都大田区羽田空港[1]